# Sulfid kademnatý
Sulfid kademnatý je anorganická sloučenina síry a kadmia se vzorcem CdS. Má podobu žluté tuhé látky. Vyskytuje se v přírodě v podobě vzácných nerostů greenockitu a hawleyitu, mnohem rozšířenější je však jako příměs v podobně strukturovaných zinkových rudách sfaleritu a wurtzitu, které jsou hlavními zdroji kadmia. Protože lze sulfid kademnatý snadno izolovat a čistit, je základním zdrojem kadmia pro všechny komerční aplikace.

## Použití
CdS se používá hlavně jako pigment.
Sulfid a selenid kademnatý se používají při výrobě fotorezistorů citlivých ve viditelné a krátkovlnné infračervené oblasti.
Ve formě tenkého filmu lze CdS kombinovat s jinými vrstvami pro použití v některých typech solárních článků. Byl také jedním z prvních polovodičových materiálů použitých pro tenkovrstvé tranzistory (TFT). Ovšem zájem o použití CdS pro TFT podstatně opadl po rozvoji technologie amorfního křemíku koncem 70. let 20. století.

### Pigment
CdS je znám jako kadmiová žluť (CI pigmentová žluť 37). Přidáním různých množství selenu v podobě selenidu kademnatého lze získat celou škálu barev, například CI pigmentovou oranž 20 nebo CI pigmentovou červeň 108.
Syntetické kademnaté pigmenty založené na sulfidu kademnatém jsou cenné pro svou dobrou tepelnou stabilitu, odolnost vůči světlu, povětrnostním vlivům a působení chemikálií a pro vysokou opacitu.
Všeobecná komerční dostupnost sulfidu kademnatého ve 40. letech 19. století vedla k jeho častému používání umělci, zejména Van Goghem, Monetem (v jeho londýnské sérii a dalších dílech) a Matissem (Bathers by a river 1916–1919). Přítomnost kadmia v barvách se používá k odhalování padělků maleb, jejichž originály byly namalovány před 19. stoletím.
CdS se používá jako pigment i v plastech.